# 吕米伊莱沃德
吕米伊莱沃德（法語：Rumilly-lès-Vaudes，法語發音：[ʁymiji lɛ vod]，意为“沃德附近的吕米伊”）是法国奥布省的一个市镇，位于该省中南部，属于特鲁瓦区。

## 地理
吕米伊莱沃德（48°8'35"N, 4°12'59"E）面积42.38 平方千米，位于法国大東部大區奥布省，该省份为法国中北部省份，北起马恩省，西接塞纳-马恩省，西南至约讷省，东南至科多尔省，东临上马恩省。
与吕米伊莱沃德接壤的市镇（或旧市镇、城区）包括：沙普、萨尔斯河畔瑞利、朗塔日、莱洛日马格龙、蒙索莱沃德、圣帕尔莱沃德、沃德。

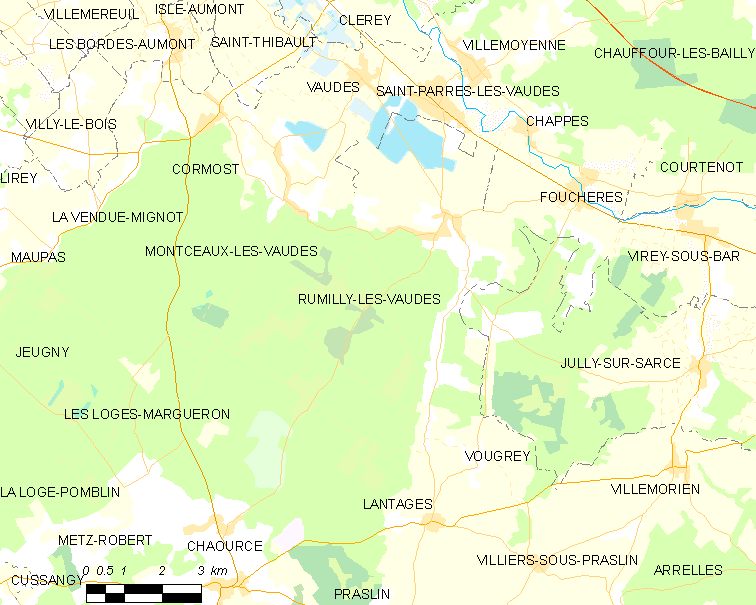
吕米伊莱沃德的OSM定位图

吕米伊莱沃德的时区为UTC+01:00、UTC+02:00（夏令时）。

## 行政
吕米伊莱沃德的邮政编码为10260，INSEE市镇编码为10331。

## 政治
吕米伊莱沃德所属的省级选区为塞纳河畔巴尔县。

## 人口

1962-2008年间吕米伊莱沃德人口变化图示

吕米伊莱沃德于2022年1月1日时的人口数量为580人。